# Karden-Blattkäfer
Galeruca pomonae ist ein Käfer aus der Familie der Blattkäfer. Die Art ist in Europa mit drei Unterarten vertreten, in Mitteleuropa ist sie durch die Nominatform Galeruca pomonae pomonae repräsentiert. Die verwandtschaftlichen Beziehungen sind unklar, man spricht daher von dem „Galeruca pomonae-Komplex“.
Synonyme für Galeruca pomonae sind Galeruca cretica, Adimonia erratica und Chrysomela rustica. Die Gattung Galeruca ist in Europa mit fünf Untergattungen und 31 Arten repräsentiert. Die bekannteste Art ist der Rainfarn-Blattkäfer.
Der Gattungsname Galeruca ist vom lateinischen gālea „Helm, Schild“ und erūca „Raupe“ abgeleitet und bezieht sich auf die raupenähnliche Käferlarve. Der Artname pomonae (pomōnae) bezieht sich auf die Göttin Pomona.

## Merkmale des Käfers
Der farbvariable Käfer kann verschiedene Brauntöne haben oder teilweise oder ganz schwarz sein. Er erreicht eine Länge von sieben bis zwölf Millimetern. Der Körperumriss ist rundlich bis tropfenförmig mit der schmalsten Stelle am Vorderrand des Kopfes und der größten Breite hinter der Mitte der Flügeldecken. Das stark gewölbte Insekt kann leicht mit mehreren ähnlichen Arten verwechselt werden.
Der Kopf ist nach vorn geneigt. Die Fühler sind auf der Stirn zwischen dem Vorderrand der Augen eingelenkt und an der Basis einander genähert (Abb. 1). Sie haben etwa die halbe Körperlänge. Drittes und viertes Fühlerglied sind etwa gleich lang. Die Augen sind rund und relativ klein.
Der stark unebene und grob punktierte Halsschild ist von oben betrachtet trapezförmig und seitlich kantig gerandet. Der Vorderrand ist fast gerade. Die Vorderecken des Halsschildes sind weniger stark abgerundet als bei Galeruca tanaceti. Hinter den Vorderecken ist der Halsschild tief eingedrückt (Abb. 2 und 1), sodass der Seitenrand in diesem Bereich aufgeworfen erscheint. Dies ist die beste Unterscheidungsmöglichkeit gegenüber Galeruca interrupta (vergleichendes Bild unter Weblinks).
Die Flügeldecken sind grob punktiert und deutlich gerippt. Sie sind spärlich sehr fein behaart. Der Seitenrand ist rinnenförmig abgesetzt, die Rinne verflacht und verengt sich bei Galeruca pomonae an der Schulter (Abb. 4). Die Flügeldecken sind am Ende gemeinsam abgerundet.
Der Bauch ist fein gelb behaart (Abb. 5). Alle Schienen sind raspelartig punktiert. Die Tarsen erscheinen viergliedrig (kryptopentamer).

## Larve
Die schwarzen Larven erinnern an Schmetterlingsraupen. Bei der Zucht mit der Wilden Karde als Fraßpflanze wurden fünf Larvenstadien beobachtet. Die Larven maßen im 3. Stadium 4,39 Millimeter mit einer Toleranz von 0,53 Millimeter. Das 4. Stadium dauerte zwischen sechs und acht Tagen und die Larvenlänge betrug durchschnittlich 6,09 Millimeter plus minus 0,59 Millimeter. Im 5. Stadium waren die Larven 7,63 Millimeter lang mit einer Toleranz von 0,89 Millimeter. Das 5. Stadium dauerte 14 bis 17 Tage. Die Puppen maßen zwischen 6,72 und 8,32 Millimeter. Die Imagines schlüpften nach durchschnittlich 3,5 Tagen (die Larven wurden im frühen Stadium der Natur entnommen, deswegen fehlen weitere Angaben).
|                                        | |
| Abb. 1: Vorderansicht                  | Abb. 2: linke Seite des Halsschilds (oben Teil des Kopfes mit linkem Auge) Sicht in die Vertiefung hinter der Vorderecke (diese bei größerer Auflösung besser erkennbar) |
|                                        | Abb. 2: linke Seite des Halsschilds (oben Teil des Kopfes mit linkem Auge) Sicht in die Vertiefung hinter der Vorderecke (diese bei größerer Auflösung besser erkennbar) |
| Abb. 3: Unterseite                     | Abb. 2: linke Seite des Halsschilds (oben Teil des Kopfes mit linkem Auge) Sicht in die Vertiefung hinter der Vorderecke (diese bei größerer Auflösung besser erkennbar) |
|                                        | |
| Abb. 4: Linke Schulter der Flügeldecke | Abb. 5: Behaarung Unterseite |

## Biologie
Die Angaben über die Biologie der Art sind nicht einheitlich. Das Vorkommen ist in Mitteleuropa auf trockenwarme Standorte (Hanglagen mit südlicher Ausrichtung, Sandgruben, kurzrasige Heide und Triften, sonnige Waldränder) beschränkt. In Russland wurde die Art auf Meereshöhe gefunden und kam dort in den feuchteren muldenartigen Vertiefungen der Steppe vor. In der Türkei lagen die Fundorte zwischen 300 und 1100 Meter Höhe.
Die Art lebt in der Grasschicht auf sehr vielen verschiedenen krautigen Pflanzen (Flockenblumen, Skabiosen, Kratzdisteln, Leontodon, Phlox, Salbei, Schafgarben, Oregano, Hirtentäschel, Karden, …). Trotz dieser Polyphagie wird untersucht, ob Galeruca pomonae bei der biologischen Bekämpfung von Karden eingesetzt werden kann. Bei diesen Untersuchungen zeigte sich, dass bei alternativem Angebot von fünf verschiedenen Nutzpflanzen bei einer türkischen Population jeweils nur Karden als Nahrungsquelle gewählt wurden. Möglicherweise unterscheiden sich die Populationen im Wahlverhalten der Fraßpflanzen.
Einige Arten der Gattung Galeruca halten eine Sommerruhe, während der sie sich in tiefere kühlere und feuchtere Bodenschichten verkriechen. Im nordwestlichen Teil des Verbreitungsgebietes ist eine Sommerruhe der Imagines im Juli und August nachgewiesen, die Fortpflanzung erfolgt im Spätsommer und Herbst. 
In Frankreich wurde ein Weibchen von Galeruca pomonae im August zehn Zentimeter tief im Boden eingegraben angetroffen. 
In der Ukraine soll die Art als Ei überwintern.
Bei der Aufzucht türkischer Populationen in Südfrankreich mit der Wilden Karde wurden Pakete braun marmorierter Eier am Innenrand der Blumentöpfe mit der Fraßpflanze gefunden oder die Eier an oder zwischen Bodenpartikel abgelegt. Das erste Larvenstadium wurde im April beobachtet, der Schlupf der Imagines fand im Juni statt, lebende Exemplare waren im Labor bis August anzutreffen. Die Weibchen paarten sich vor der Eiablage mehrmals. Die Larven fraßen an der Blattspreite an der Spitze der Blattrosetten der Wirtspflanze. Um die Fraßlöcher bildeten sich Nekrosen. Bei entsprechender Dichte werden ganze Bodenflächen entblättert. Es wurde eine hohe Toleranz der Larven bezüglich der in den Blattrosetten herrschenden Feuchtigkeit beobachtet.

## Verbreitung
Die Art ist in fast ganz Europa verbreitet, fehlt jedoch im Norden. Nach Osten setzt sich das Verbreitungsgebiet bis nach Zentralasien fort. Der Käfer wurde nach Nordamerika eingeschleppt. 
Der Käfer fehlt auf der Iberischen Halbinsel und auf den Britischen Inseln, wie auch in Slowenien, Kroatien Bosnien-Herzegowina, Albanien, Makedonien und Griechenland.